# Bärenpavian
Der Bärenpavian oder Tschakma (Papio ursinus) ist eine Primatenart aus der Gattung der Paviane innerhalb der Familie der Meerkatzenverwandten (Cercopithecidae). Er lebt im südlichen Afrika.

## Merkmale

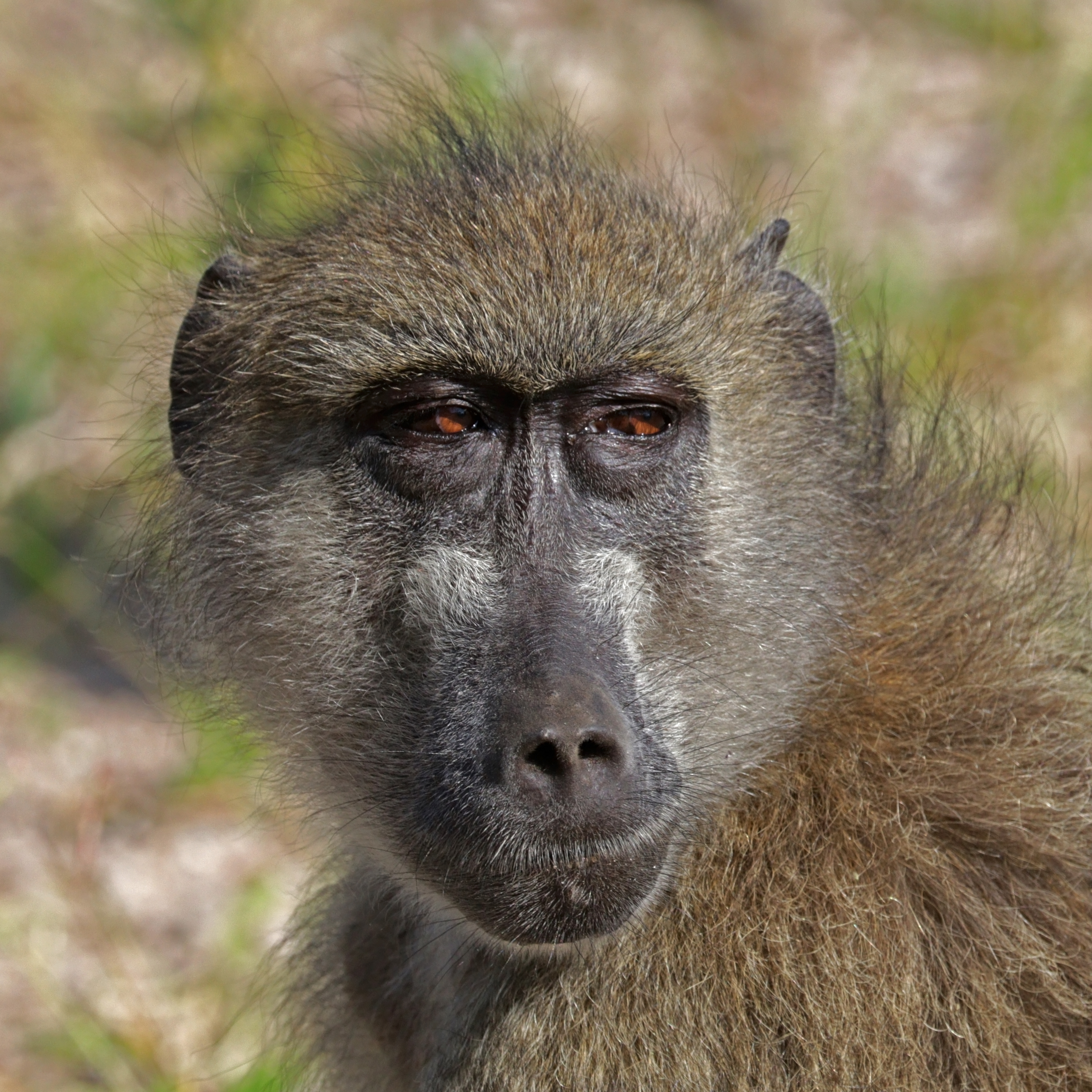
Kopf eines weiblichen Graufuß-Bärenpavians (Papio ursinus griseipes)

Mit einer Kopfrumpflänge von bis zu 115 Zentimetern, wozu noch ein bis zu 71 Zentimeter langer Schwanz (lat. Cauda) kommt, und einem Gewicht von 15 bis 31 Kilogramm bilden sie die größte und schwerste Pavianart. Ihr Fell ist an der Oberseite dunkelbraun oder grau gefärbt, die Unterseite ist heller, die Hände und Füße sind meist schwarz. Die langgezogene, unbehaarte Schnauze ist dunkelviolett oder schwarz gefärbt, ebenso die Sitzschwielen. Die Fellfärbung und die Größe sind nach Region variabel, so gibt es eine Population mit grauen Pfoten; besonders kleine Exemplare kommen zum Beispiel in der Kalahari vor.
Die Männchen sind deutlich größer und schwerer als die Weibchen und haben auch längere Eckzähne, im Gegensatz zu den übrigen Pavianarten fehlt ihnen aber die Mähne an den Schultern und am vorderen Rücken.

## Verbreitung und Lebensraum
Bärenpaviane leben im südlichen Afrika, genauer in Angola, Botswana, Mosambik, Namibia, Südafrika, Eswatini und Sambia. Sie bewohnen sowohl Steppen und Savannen als auch offene Waldgebiete, sind jedoch auf das Vorhandensein von Wasser angewiesen.

## Lebensweise
Wie alle Paviane leben sie in Gruppen, meistens in gemischten Gruppen, in manchen Regionen (zum Beispiel im gebirgigen Südafrika) dominieren jedoch die Einmännchengruppen (siehe Gruppenverhalten der Paviane). Die Bärenpaviane zeigen ein komplexes Gruppenverhalten und kommunizieren mittels Körperhaltungen, Gesichtsausdrücken, Lauten und durch Körperkontakte. Bärenpaviane sind Allesfresser; sie haben eine Vorliebe für Früchte, nehmen jedoch auch Blätter, Insekten, Samen und kleinere Wirbeltiere zu sich.

## Fortpflanzung

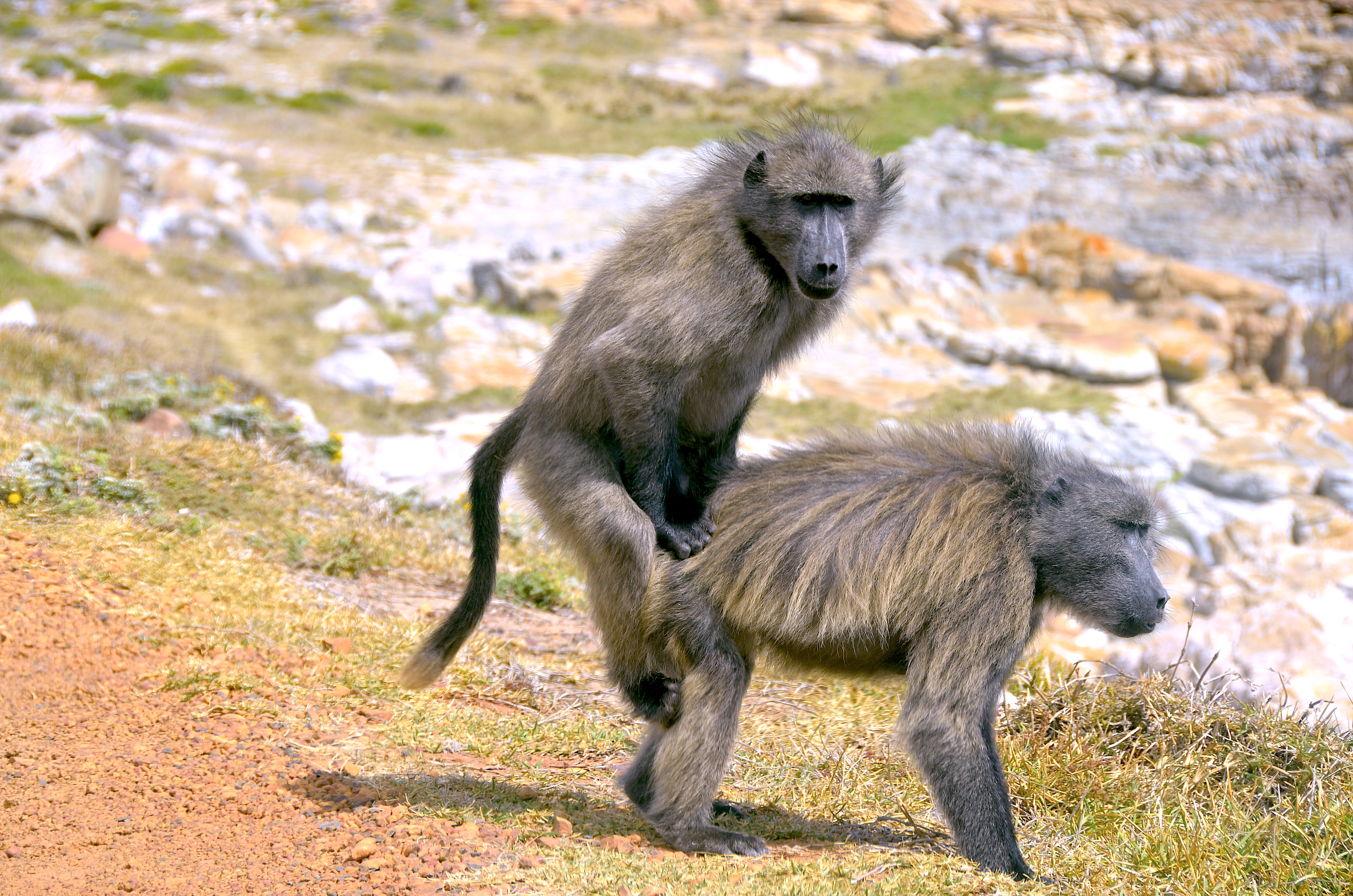
Bärenpaviane bei der Paarung in Cape Point (Südafrika)

Die Fortpflanzung kann das ganze Jahr über erfolgen, die Weibchen weisen während der fruchtbaren Phase eine ausgeprägte Regelschwellung auf. Innerhalb der gemischten Gruppen kann sich prinzipiell jedes Männchen mit jedem Weibchen paaren. Das führt zu teilweise erbitterten Auseinandersetzungen unter den Männchen um das Paarungsvorrecht.
Nach einer rund 180-tägigen Tragzeit bringt das Weibchen meist ein einzelnes Jungtier zur Welt, das zunächst schwarz gefärbt ist. Mit rund einem Jahr werden die Jungen entwöhnt, mit drei bis fünf Jahren tritt die Geschlechtsreife ein. Das Höchstalter eines Tieres in menschlicher Obhut betrug 45 Jahre, in freier Wildbahn ist die Lebenserwartung deutlich geringer.

## Systematik

Verbreitungskarte der drei Unterarten des Bärenpavians

Seine heute noch gültige wissenschaftliche Artbezeichnung ursinus bekam der Bärenpavian 1792 durch den schottischen Arzt und Zoologen Robert Kerr, der dem Affen die Bezeichnung Simia (Cercopithecus) hamadryas ursinus gab. Die Gattung der Paviane (Papio) ist aber schon durch den deutschen Gelehrten Johann Christian Polycarp Erxleben eingeführt worden.
Der Bärenpavian wird heute in drei Unterarten unterteilt:
- Graufuß-Bärenpavian (Papio ursinus griseipes), Mosambik südlich des Sambesi, Simbabwe, Süden von Sambia und Norden von Botswana.
- Kalahari-Bärenpavian (Papio ursinus ruacana), Namibia und Südwesten von Angola.
- Südlicher Bärenpavian (Papio ursinus ursinus), Südafrika, Lesotho, Eswatini und Mosambik südlich des Limpopo.

## Gefährdung

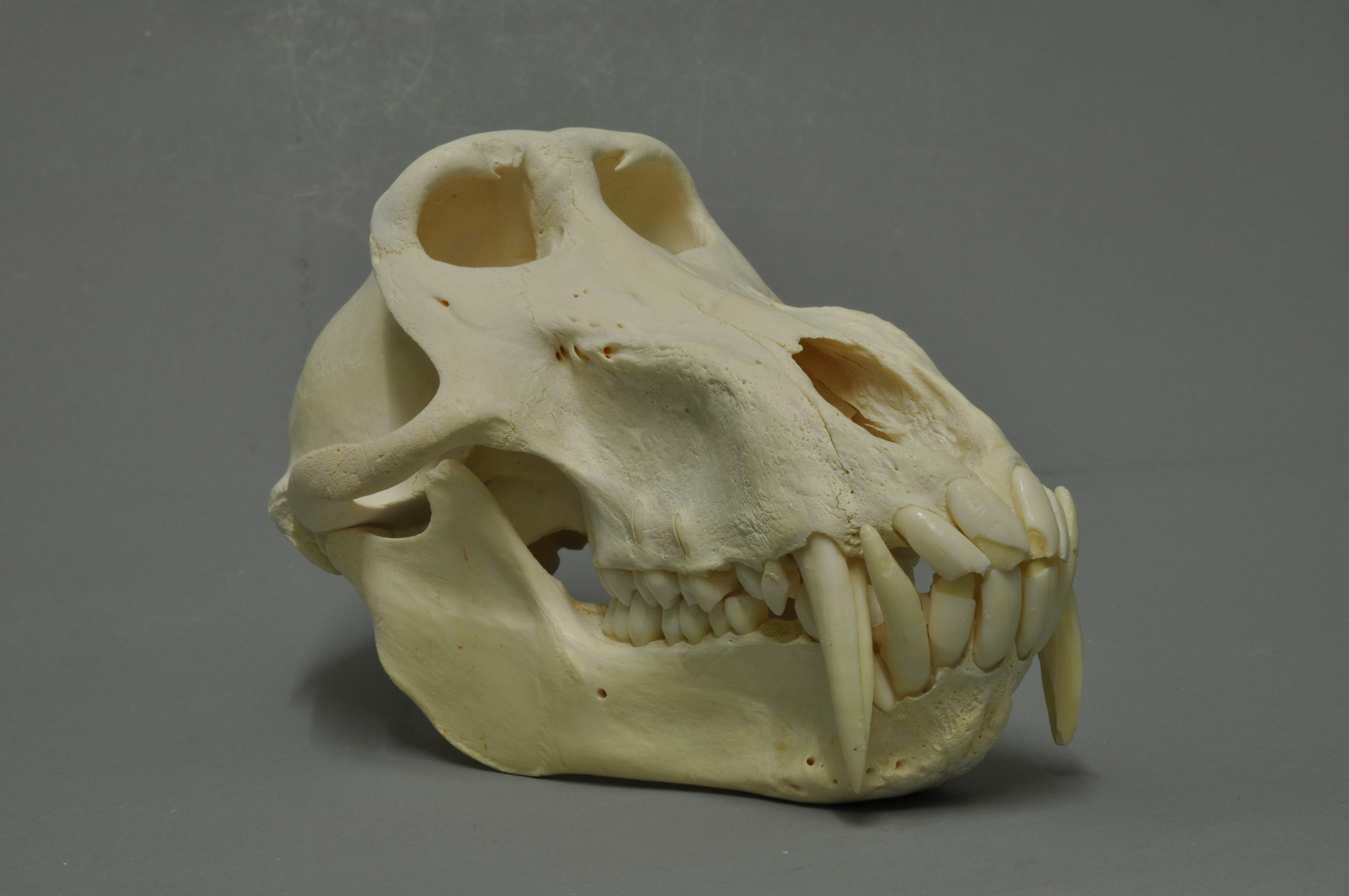
Schädel (Sammlung Museum Wiesbaden)

Bärenpaviane sind weit verbreitet und zählen nicht zu den bedrohten Tierarten. Manchmal gelten sie als Plage, da sie Plantagen verwüsten.

## PavianJack
In Uitenhage war in der zweiten Hälfte des 19. Jahrhunderts ein Bärenpavian namens Jack Assistent eines körperbehinderten Streckenwärters.